# 弗朗库-达罗沙
弗朗库-达罗沙是巴西圣保罗州的一个市镇。总面积133.931平方公里，总人口131366人，人口密度980.8人/平方公里。